# Deutsche Atomkommission
Die Deutsche Atomkommission (Schreibweise teilweise auch Deutsche Atom-Kommission, abgekürzt DAtK) war ein Beratungsgremium der deutschen Bundesregierung, welches von 1956 bis 1971 bestand. Aus einem ihrer Arbeitskreise entstand später die Strahlenschutzkommission und ein Beratungsgremium des Bundesministeriums für Umwelt, Naturschutz, nukleare Sicherheit und Verbraucherschutz ist. Die Kommission bestand bis 1971. An ihre Stelle traten nach 1971 vier Fachausschüsse.

## Aufgabe
Die Aufgabe der Atomkommission war die Beratung des damaligen Bundesministeriums für Atomfragen (1957 umbenannt in Bundesministerium für Atomkernenergie und Wasserwirtschaft) in allen wesentlichen Angelegenheiten, „die mit der Erforschung und Nutzung der Kernenergie für friedliche Zwecke zusammenhängen“. Die Kommission war 1957 an der Konzeption des ersten deutschen Atomprogramms beteiligt, auch „Eltviller Programm“ genannt.
Sie ist nicht zu verwechseln mit der Kommission zur Überprüfung der Finanzierung des Kernenergieausstiegs, die zwischen Oktober 2015 und April 2016 für die damalige Bundesregierung einen Vorschlag zur Finanzierung des Kernenergieausstiegs erarbeitete.

## Geschichte
Unter dem Vorsitz des Ministers, 1956 war dies Franz Josef Strauß, gehörten der Kommission 27 Personen an, die aus Wissenschaft, Technik, Wirtschaft und den Gewerkschaften kamen, darunter Werner Heisenberg, Ludwig Rosenberg, Wilhelm Fucks, Otto Haxel, Hermann Josef Abs, Gerhard Hess u. a. Zu gleichberechtigten Vizepräsidenten wurden Otto Hahn, Staatssekretär Leo Brandt und Karl Winnacker ernannt. Letzterer war auch Präsident des am 26. Mai 1959 in Karlsruhe gegründeten (Zusammenlegung anderer Vereine) Deutschen Atomforums.
Die Atomkommission berief fünf weitere Fachkommissionen ein, die sich mit einzelnen Aufgaben befassten.

### Fachkommission IV zum Strahlenschutz
Die Fachkommission IV zum Strahlenschutz bildete sich Anfang 1956, diese war unmittelbarer Vorgänger der heutigen Strahlenschutzkommission. Der Fachkommission waren wiederum fünf Arbeitskreise zugeordnet:
- III/IV/I „Strahlenschutz und Sicherheit bei atomtechnischen Anlagen“
- IV/2 „Strahlenmeßverfahren“
- IV/3 „Strahlenschutz beim Umgang mit radioaktiven Stoffen“
- IV/4 „Strahlenbiologie“ und
- IV/5 „Rechts- und Verwaltungsfragen des Strahlenschutzes“.

## Ausland (Beispiele)
Ähnliche Behörden wie die DAtK wurden im Ausland in den 1950er Jahren gegründet. Die meisten der Kommissionen sind heute noch aktiv, haben ihren Namen getauscht oder sind in eine neue oder übergeordnete Behörde integriert worden.
- Australian Atomic Energy Commission (AAEC)
- Commissariat à l’énergie atomique et aux énergies alternatives (CEA seit 1945)
- United Kingdom Atomic Energy Authority (UKAEA, Teilprivatisierung im Jahr 2009)
- United States Atomic Energy Commission (1946–1975); Nachfolger sind die Nuclear Regulatory Commission (NRC) und das Department of Energy (DOE)